# Бузина, Олесь Алексеевич
Оле́сь Алексе́евич Бузина́ (укр. Оле́сь Олексі́йович Бузина́; 13 июля 1969, Киев, Украинская ССР, СССР — 16 апреля 2015, Киев, Украина) — украинский публицист, журналист, телеведущий
Был застрелен 16 апреля 2015 года в Киеве.

## Биография
Родился 13 июля 1969 года в Киеве, был назван в честь украинского писателя Олеся Гончара. Родители Бузины, по его словам, были потомками украинских казаков и крестьян. Отец, Алексей Григорьевич Бузина (22 июня 1937, Куземин — 21 мая 2000, Киев) — окончил филологический факультет Харьковского университета, начинал журналистом, был заворготдела Сумского обкома комсомола, позже стал офицером 5-го управления КГБ, потом подполковником Службы безопасности Украины, на пенсии стал генеральным директором фирмы. Прадед писателя служил в Русской императорской армии офицером, а во время коллективизации 1930-х годов был раскулачен и отправлен на строительство Беломорско-Балтийского канала. Мать — Валентина Павловна Бузина (урождённая Юрченко, 1 ноября 1939 — 17 марта 2025) закончила Сумской государственный педагогический институт имени А. С. Макаренко, филолог, была первым секретарем райкома комсомола и депутатом райсовета, работала в ЦК комсомола Украины инструктором в школьном отделе, дед по матери Павел Григорьевич Юрченко работал председателем колхоза, умер от сердечного приступа в Боткинской больнице 16 августа 1939 года во время поездки в Москву на всесоюзную выставку.
Учился в киевской специализированной школе № 82 имени Т. Г. Шевченко.
В 1988—1989 годах служил в Советской армии, добровольно призвавшись во время учёбы в Киевском государственном университете имени Т. Г. Шевченко.

В 1992 году окончил филологический факультет Киевского университета имени Шевченко по специальности «преподаватель русского языка и литературы», но преподавательской деятельностью не занимался.
Работал в разных киевских изданиях: газетах «Киевские ведомости» (1993—2005), «2000» (2005—2006); журналах «Друг читателя», «Лидер», «Натали», «Эго», «XXL».
С 2007 года вёл авторскую колонку и блог в газете «Сегодня».
В октябре 2006 года являлся ведущим программы «Teen-лига» на канале «Интер», современной украинской телеверсии игры «брейн-ринг».
В 2010—2011 годах вместе с журналистом Евгением Мориным выпустил цикл документальных фильмов «Следами пращуров».
С 2011 года участвовал в программе «Холостяк. Как выйти замуж? с Анфисой Чеховой».
Был кандидатом в народные депутаты Украины по мажоритарному киевскому городскому избирательному округу № 223 от партии «Русский блок» и занял четвёртое место, набрав 8,22 % голосов избирателей. На повторных выборах по тому же 223 округу 15 декабря 2013 года Бузина набрал 3,11 % голосов избирателей.
С января 2015 года — шеф-редактор газеты «Сегодня». В марте 2015 уволился, заявив о цензуре руководства инфохолдинга «Медиа Группа Украина» — запрете критики премьер-министра Арсения Яценюка и бывшего президента Леонида Кучмы. Также, по его словам, причинами стали отсутствие у него как шеф-редактора чётких полномочий, неподконтрольность его редакции сайта газеты и запрет принимать участие в ток-шоу и давать комментарии для СМИ.
С 20 апреля 2015 года Олесь Бузина должен был начать работу в газете «Вести» Игоря Гужвы, с которым дружил и ранее работал.
Неоднократно приглашался на ток-шоу на российском телевидении, а его статьи и интервью публиковались в российских СМИ.

### Политические взгляды
Являясь пророссийским журналистом, в 2012 году Бузина баллотировался в Верховную раду от партии «Русский блок», но не набрал достаточного количества голосов. Бузина выступал за «возрождение Российской империи», считал россиян, белорусов и украинцев единственным суперэтносом, добивался широкого применения русского языка. До 2010 года он поддерживал федерализацию Украины, её независимость и двуязычие украинской культуры, широкое развитие украинского и русского языков. Олесь Бузина критиковал «Оранжевую революцию», а в 2014 году открыто выступил против «Евромайдана», заявив что он привёл к «гражданской войне на востоке Украины». Бузина часто критиковал Юлию Тимошенко, Арсения Яценюка, при этом поддерживал Дмитрия Табачника и  Виктора Януковича(хотя и критиковал его за невыполнение обещания сделать русский язык в Украине государственным). Бузина неоднократно критиковал правительство Петра Порошенко и был сторонником сближения Украины с Россией.
Олесь Бузина называл себя и украинцем, и русским, отмечая что «свидомые (рус. сознательные) украинцы озабочены не столько созданием украинской культуры, сколько уничтожением русской». Также он основал течение так называемых «шевченкофобов».
В январе 2006 года Олесь Бузина заявлял, что, как писатель, «знает о существовании политической цензуры на Украине, поскольку несколько украинских издательств побоялись издавать его книги».

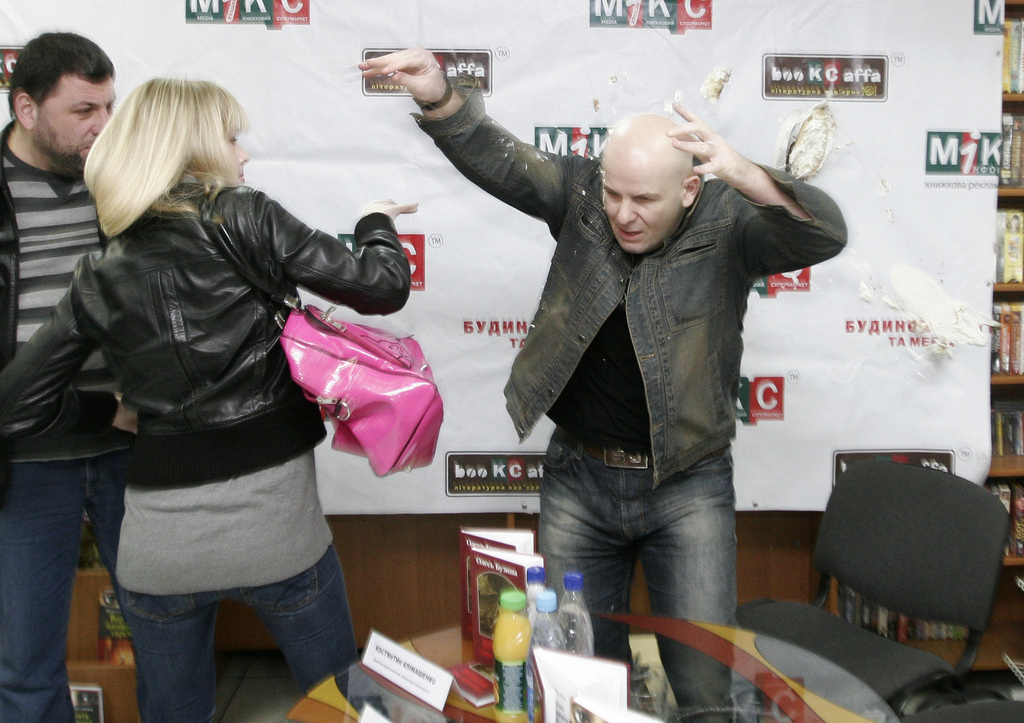
Активистка группы FEMEN Александра Шевченко 22 марта 2009 года в Киеве бросает торт в Олеся Бузину в знак протеста против его книги в поддержку прав мужчин

В мае 2009 года Олесь Бузина предложил принять пакет законов, запрещающих неонацистские организации и пропаганду нацизма, запретить пропаганду идеологического наследия Организации украинских националистов как тоталитарной фашистской партии. Это предложение поддержал один из лидеров Партии регионов Борис Колесников. По мнению Олеся Бузины, опубликованному на «антиющенковском» сайте «Антифашистский комитет Украины», президент Украины Виктор Ющенко покровительствует украинскому неонацизму и сам является неонацистом.

### Социальные взгляды
В мае 2009 года Национальная экспертная комиссия Украины по вопросам защиты общественной морали поручила провести мониторинг печатных СМИ на предмет соответствия закону «О защите общественной морали». Директор Института украиноведения П. Кононенко, обратил внимание комиссии на публикации Олеся Бузины в газете «Сегодня», где «дискредитируют выдающихся украинских деятелей, выбирается всё позорное в нашей истории».
Бузина также был известен своими гомофобными, сексистскими и мизогинными взглядами.
Объединение «Гей-форум Украины» в 2011 году поставило его на 4-е место в рейтинге «Гомофобный деятель года». В частности, приводится такое высказывание писателя о гомосексуалах: «Они должны уважать моё человеческое проявление физической брезгливости к ним и стараться не проявлять при мне своих порочных наклонностей. Тем более, не навязывать их обществу. Место педерастов — среди педерастов».

### Инциденты
11 марта 2011 года в прямом эфире ток-шоу Евгения Киселёва «Большая политика» художник и политический комментатор Сергей Поярков прочитал лестный отзыв Бузины о Пояркове как художнике и писателе в газетной статье и заявил, что заплатил Бузине за эту статью. Словесная перепалка переросла в драку, после чего Бузина был удалён из студии, как объяснил Киселёв, «не потому, что он начал драться, а потому, что он осмелился упрекнуть меня в том, что я здесь кого-то за деньги приглашаю выступать в нашей программе». Высказывались предположения, что драка была запланирована, однако участники конфликта это опровергали.

## Убийство
В марте 2015 года, за месяц до гибели, в интервью «Российской газете» Бузина рассказал о нападениях и угрозах в свой адрес.

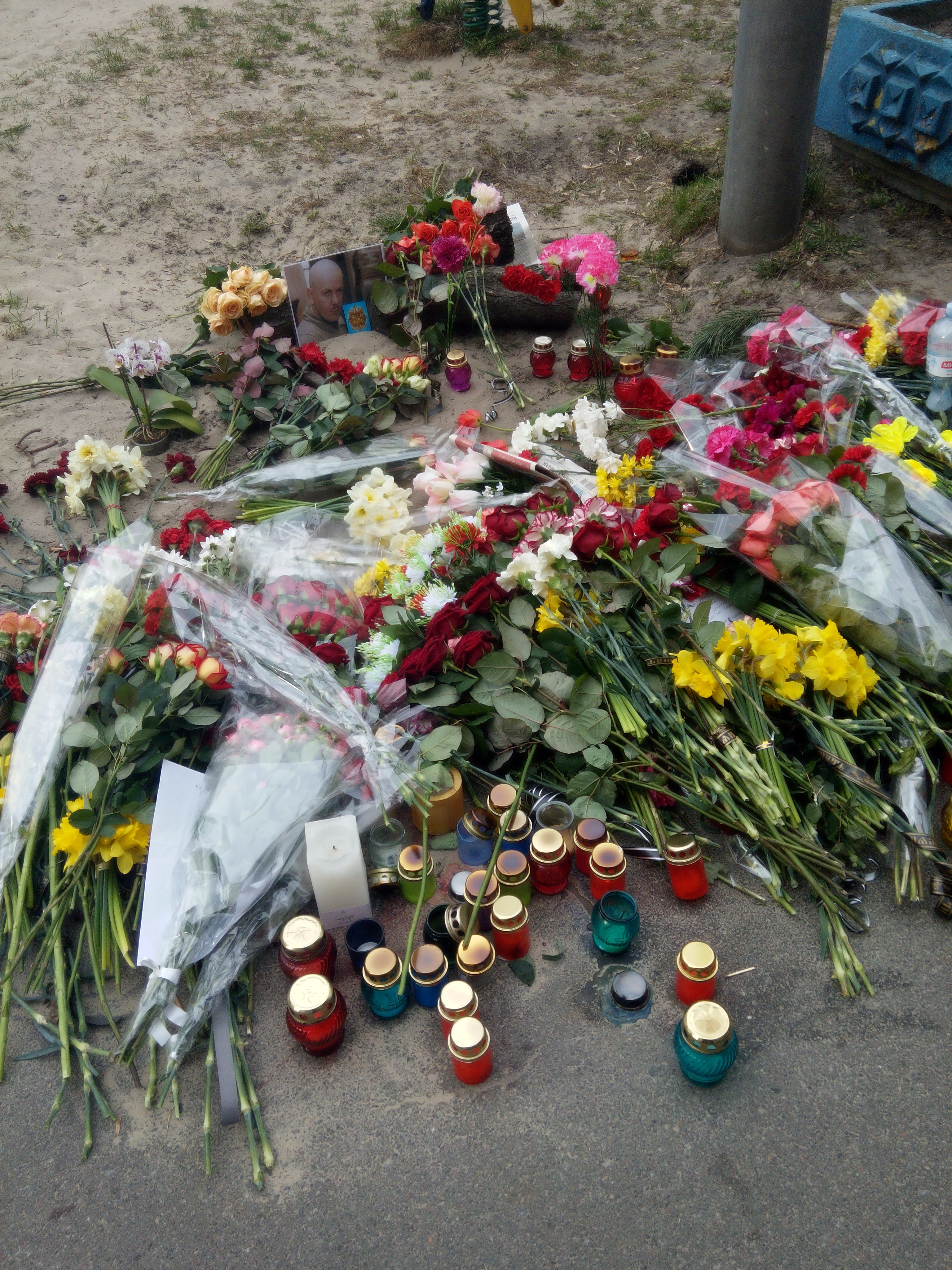
Место убийства — Дегтярёвская улица, 58

Олесь Бузина был застрелен из пистолета ТТ 16 апреля 2015 года около 13:20 в Киеве, возле дома по адресу Дегтярёвская улица № 58, где он проживал. По данным пресс-службы МВД, убийцами были двое неизвестных в масках. Автомобиль «Форд Фокус» с итальянскими номерами был позже обнаружен брошенным в Шевченковском районе Киева. Каких-либо улик, позволяющих установить преступников, в нём обнаружено не было.
В правоохранительных органах считают, что убийство носило заказной характер и было связано с профессиональной деятельностью журналиста. Было отмечено также сходство с убийством Олега Калашникова. Кроме того, отрабатывалась версия личных неприязненных отношений, связываемая с публикацией в открытом доступе домашнего адреса Бузины. Среди других версий представители МВД, властных структур Украины и украинские политики называли провокацию со стороны российских спецслужб, конфликты в среде представителей оппозиции либо месть представителей криминальной среды, с которыми был якобы связан Бузина.
Убийство вызвало определённый резонанс на уровне высших должностных лиц государств и представителей международных организаций. Президент Украины Пётр Порошенко назвал убийство провокацией и высказал мнение, что оно направлено на дестабилизацию ситуации в стране. Расследование убийства было взято им под личный контроль. С осуждением убийства, соболезнованиями родным жертвы и требованиями всестороннего расследования выступили Генеральный секретарь ООН Пан Ги Мун, официальные представители ОБСЕ, США и России. С призывами к тщательному расследованию убийства и его осуждением выступили также журналистские (в частности, «Репортёры без границ» и Комитет защиты журналистов США) и правозащитные (HRW, ЮНЕСКО) организации.
Многие на Украине полагали, что журналист, хорошо известный в медиапространстве, мог оказаться удобной мишенью для России — своего рода «сакральной жертвой», призванной укрепить путинский нарратив о «нацистской Украине». В день убийства, на своей прямой линии гибель журналиста прокомментировал и Владимир Путин.
Отпевание Олеся Бузины, возглавляемое архимандритом Варлаамом, прошло в храме во имя иконы Матери Божией «Живоносный источник» Киево-Печерской лавры. Бузина был похоронен 19 апреля 2015 года на Берковецком кладбище в Киеве: его проводили в последний путь около полутысячи почитателей его творчества под аплодисменты.

#### Следствие
18 июня 2015 года Арсен Аваков сообщил о раскрытии убийства и задержании трёх человек, обвиняемых в убийстве. Все задержанные — активисты ультраправого движения. Один из задержанных, Андрей Медведько (известный как «Мэнсон»), был активным сторонником Евромайдана, а также руководителем Печерской районной организации Всеукраинского объединения «Свобода» в Киеве и был активистом и членом её наиболее радикального крыла — организации «С14», в конце 2014 года недолго служил в зоне АТО в составе батальона МВД «Киев-2». Другой, Денис Полищук (с позывным «Аллах»), также националист и участник войны на востоке Украины, выдвигался на выборах в Верховную Раду в 2012 году от политической партии Украинская национальная ассамблея. Третий подозреваемый, по слухам это был лидер С14, Евгений Карась был отпущен в связи с недоказанностью. Задержание подозреваемых было совершено без соблюдения протокола, были проведены обыски в домах задержанных.
23 июня Денис Полищук был отпущен на свободу под залог в 5 миллионов гривен, который внёс за него бизнесмен, экс-первый заместитель председателя правления ОАО «Укргаздобыча» Алексей Тамразов, но 2 июля суд отменил это решение и повторно арестовал Полищука. После задержания Полищука и Медведько прошли акции в их поддержку: активисты организовали акцию протеста с требованиями «прекратить пить кровь из добровольцев».
Свидетели обвинения путались в показаниях относительно описания убийц и их транспортного средства. Свидетели защиты утверждали, что видели настоящих убийц и создали фотороботы, а сами подозреваемые 16 апреля 2015 года находились далеко от Киева — в зоне АТО на Донбассе. Главным основанием задержания националистов стал тест ДНК из вещей, которые нашли рядом с местом преступления. По версии защиты, вещи могли быть похищены полицией раньше, поскольку до этого у подозреваемых были ограбления. Основным доказательством экспертизы ДНК стала жевательная резинка матери Медведько. По свидетельствам журналистов на судебном заседании были замечены следы ударов на лице Медведько.
«Украинская правда» указывала, что судьи, принявшие решение об аресте Медведько и Полищука, ранее участвовали в делах активистов, выступавших против режима Януковича, что могло свидетельствовать об их предвзятости.
9 декабря 2015 года Печерский районный суд Киева освободил из-под стражи под круглосуточный домашний арест активиста националистической организации Дениса Полищука, подозреваемого в убийстве журналиста Олеся Бузины. Суд также обязал подсудимого носить электронный браслет слежения. Мера пресечения избрана на срок до 9 февраля 2016 года. 31 декабря под домашний арест был выпущен и Медведько.
В феврале 2016 года в сети появилось интервью бойца ДУК Правого Сектора Александра Морозова (позывной «Ронин»), где он называет убийцами Бузины так называемую «группу Лесника». Ее возглавлял Олег Мужчиль, который ранее входил в ряды «Правого сектора» и был убит сотрудниками СБУ в ходе спецоперации в декабре 2015 года. После его гибели «Ронин» заявил, что Мужчиль якобы и расстрелял оппозиционного журналиста.
25 марта 2016 года Печерский районный суд Киева отказался продлить домашний арест для Дениса Полищука, а также заменил меру пресечения в виде домашнего ареста на личное обязательство для Андрея Медведько.
В мае 2016 года мать Олеся обратилась к фракции «Оппозиционный блок» с просьбой помочь в расследовании убийства её сына, обвинив власти страны в нежелании наказывать убийц сына: следствие по делу приостановлено, подозреваемые выпущены из-под стражи. Впоследствии по отношению к одному из подозреваемых были отменены все меры пресечения и сняты любые ограничения свободы. 23 мая 2016 года Печерский районный суд Киева отказал в продлении меры пресечения в виде личного обязательства для Андрея Медведько, подозреваемого в убийстве Олеся Бузины. По состоянию на апрель 2017 года расследование не продвинулось, а подозреваемые отпущены под частичный домашний арест. 28 ноября 2017 года обвинительный акт в отношении Медведько А. и Полищука Д. направлен для рассмотрения в Шевченковский районный суд г. Киева. В апреле 2019 года прокурор зачитал обвинительное заключение по делу, но процесс снова забуксовал.
В 2020 году Валентина Бузина встретилась с генеральным прокурором Украины Ириной Венедиктовой, настаивая на возобновлении расследования. Судебные заседания были возобновлены, однако вскоре вновь оказались заблокированы из-за ходатайства защиты об отводе судьи. Обвиняемые в убийстве фактически оказались на свободе. После начала российского вторжения на Украину к рассмотрению дела об убийстве Олеся Бузины суд уже не возвращался.

## Память

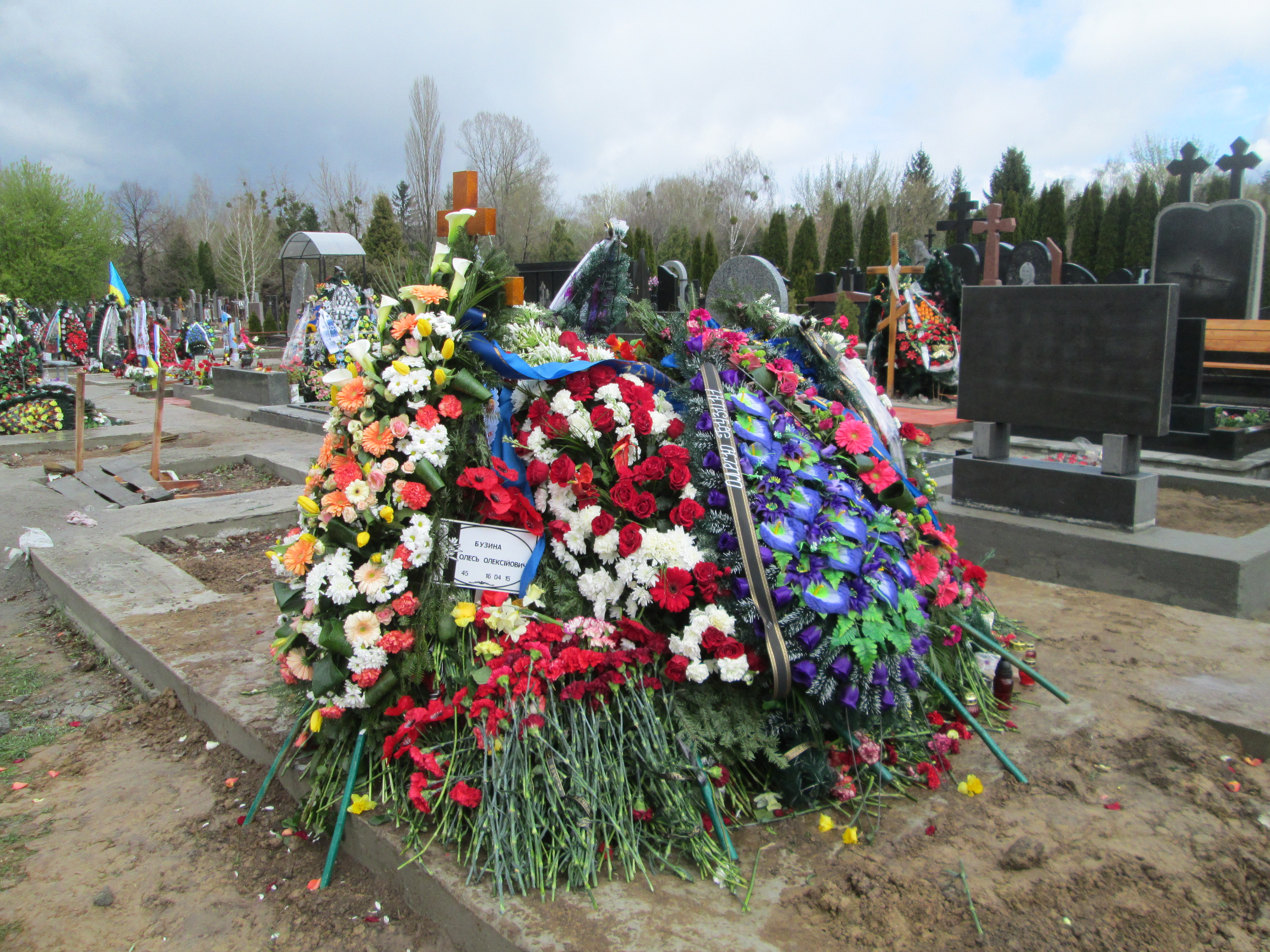
Могила Олеся Бузины на Берковецком кладбище Киева, 2015 год

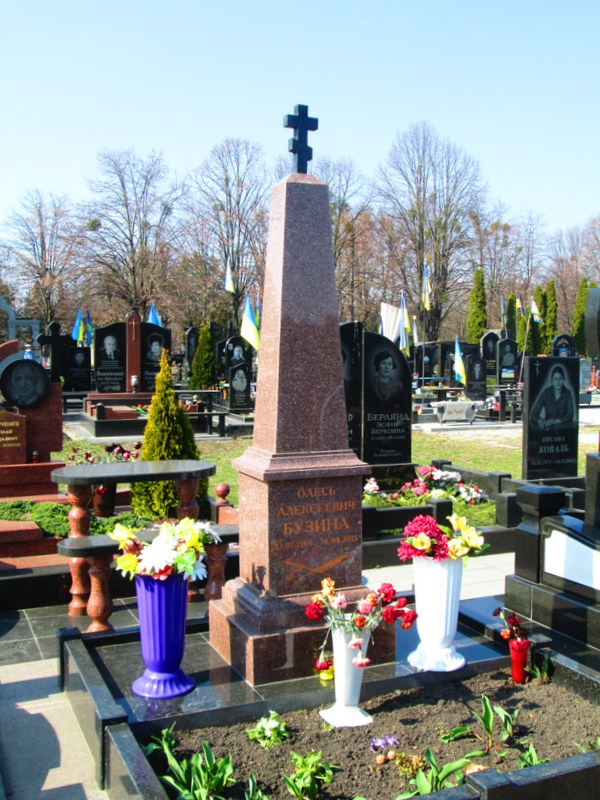
Могила Олеся Бузины на Берковецком кладбище Киева, 2016 год

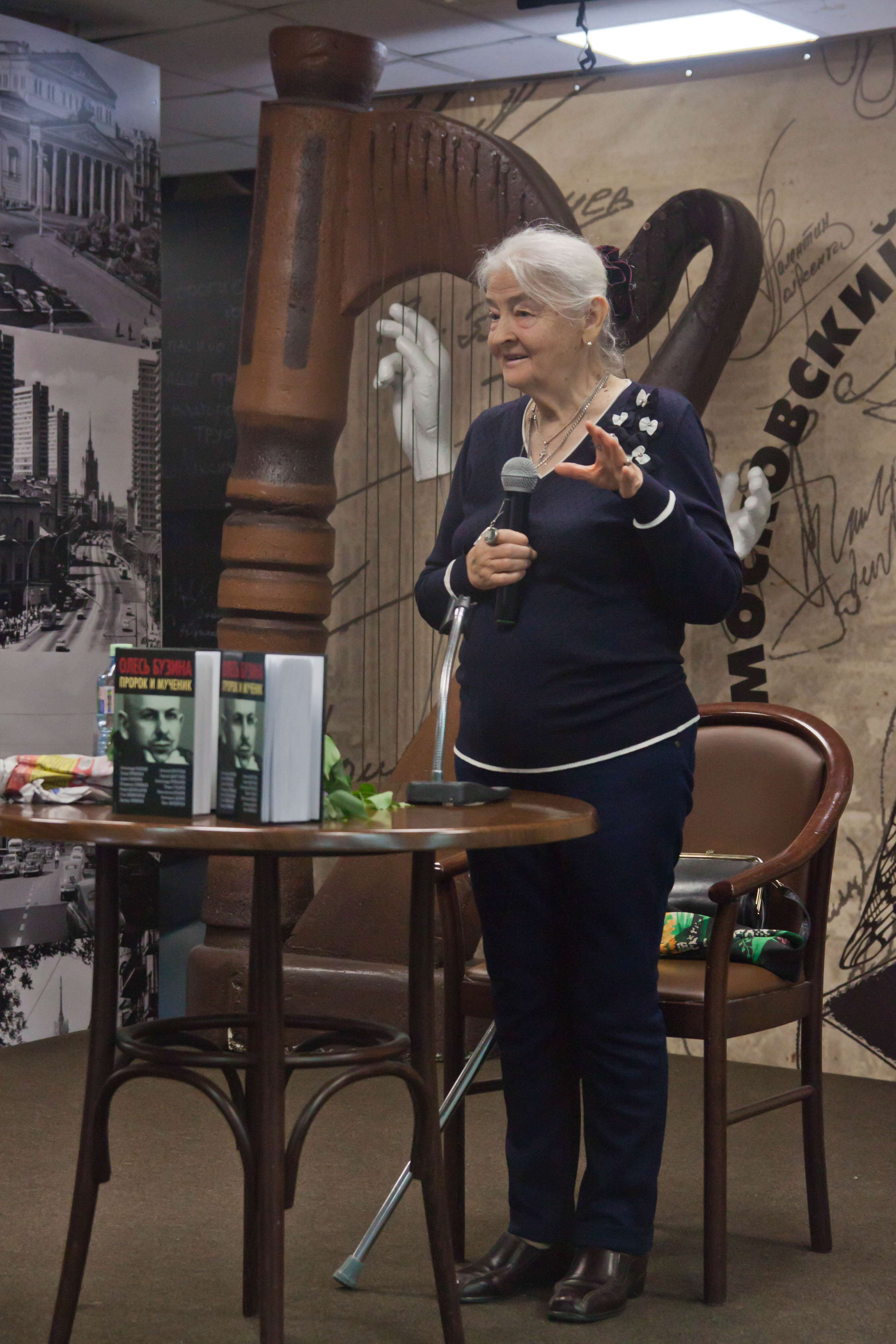
Мать журналиста Валентина Павловна Бузина на презентации книги «Пророк или мученик» 18 мая 2018 года в Московском доме книги на Новом Арбате

Акции памяти в честь Бузины прошли 19 апреля 2015 года в Москве у посольства Украины и в Киеве. В каждом из городов в них приняли участие несколько сотен человек.
Российская пропаганда попыталась представить Олеся Бузину как своеобразного мученика, символизирующего «русский мир». В Москве под патронажем МИА «Россия сегодня» учредили литературно-журналистскую премию, названную в честь Бузины.
28 апреля 2017 года Государственное агентство Украины по вопросам кино запретило показ фильма «Олесь Бузина: жизнь вне времени». По заключению Независимой медийного совета, трансляция фильма нарушает запрет на использование телерадиоорганизаций для разжигания национальной и религиозной вражды, а также свидетельствует о несоблюдении обязанности телерадиоорганизации распространять объективную информацию (абзацы 4 и 6 части 2 статьи 6, пункта «в» части 1 статьи 59 Закона Украины «О телевидении и радиовещании»). По мнению Национального совета по вопросам телевидения и радиовещания, в фильме «имеет место односторонняя трактовка и негативное отношение к событиям, связанным с Революцией достоинства, к участию Украины в противостоянии российской агрессии на Востоке Украины, показаны в негативном духе носители украинской национальной идеи, а люди на киевском Майдане и бойцы добровольческих батальонов представлены как орудия в противостоянии „между Востоком и Западом“». В 2017 году допустивший фильм в эфир телеканал Горизонт TV из города Первомайский Харьковской области был оштрафован за его трансляцию на 84 621 гривен (25 % лицензионного сбора).

## Книги и публикации
В Украине Бузина считается антиукраинским (украинофобским) писателем.

### Книги и публикации по истории украинского языка
В книгах и статьях, посвящённых истории украинского языка, Бузина излагает точку зрения, что украинская письменность создана на базе народных говоров в 1798 году Котляревским при создании «Энеиды». При этом Бузина в своих публикациях считает, что украинские народные говоры существовали с XV века. По мнению Бузины относительно исконной лексики народных украинских говоров, в литературный украинский язык было искусственно перенесено множество полонизмов Грушевским, которого он называет «первым профессиональным украинцем».

### «Вурдалак Тарас Шевченко»
В своих книгах писатель уделял большое внимание «дегероизации» культовых фигур и ключевых персон украинского национализма (Маруся Чурай, Леся Украинка, Михаил Грушевский, Марко Вовчок и др.), рассматривая их человеческие качества и подробно описывая человеческие пороки. В книгах писателя большинство украинских националистов предстают в невыгодном свете. Наиболее ярким примером такой «дегероизации» стала книга «Вурдалак Тарас Шевченко», где Бузина, апеллируя к дневникам Тараса Шевченко и воспоминаниям его современников, характеризует писателя с негативной стороны (например, опираясь на ироничные замечания Шевченко о его любви к выпивке, Бузина делал вывод, что тот уходил в запои). В моральном отношении Тарасу Шевченко противопоставляется художественный образ офицера-гусара и украинского литератора Ивана Котляревского. Часть украинской общественности усмотрела в книге Бузины оскорбление украинской культуры, что привело к множеству судебных процессов о недостоверности изложенных сведений.
Национальный союз писателей Украины после публикации книги «Вурдалак Тарас Шевченко» обратился в прокуратуру с просьбой возбудить против Олеся Бузины уголовное дело за разжигание межнациональной вражды и клевету в адрес Шевченко. После отказа Прокуратуры возбудить дело НСПУ обратился в суд с требованием привлечь Бузину к ответственности, однако писатель выиграл судебный процесс, доказав несостоятельность обвинений. После проигранного украинским Союзом писателей процесса прямо возле здания суда на писателя было совершено нападение. Всего против писателя было возбуждено 11 судебных процессов, которые он выиграл. Инициаторами судебных процессов против Бузины были также политики Павел Мовчан (глава общества «Просвита») и Владимир Яворивский (Блок Юлии Тимошенко).

### Книги Бузины
- Бузина О. А. Вурдалак Тарас Шевченко: Интеллектуальный триллер. — Киев: Прометей, 2000. — 127 с. — ISBN 966-7160-01-7.
- Бузина О. А. Тайная история Украины-Руси. — Довіра, 2005. — 317 с. — ISBN 9665071971.
- Бузина О. А. Верните женщинам гаремы. — Киев: Арий, 2008. — 256 с. — ISBN 978-9-6649-8125-2.
- Бузина О. А. Вурдалак Тарас Шевченко, или Поддельный Кобзарь. — Киев: Арий, 2008. — 287 с. — ISBN 9664980560.
- Бузина О. А. Революция на болоте: взгляд белогвардейца. — К.. — Арий, 2010. — 287 с. — ISBN 9664981028.
- Бузина О. А. Воскрешение Малороссии. — Киев: Арий, 2012. — 400 с. — ISBN 978-966-498-223-5.
- Бузина О. А. Союз плуга и трезуба: как придумали Украину. — Киев: Арий, 2013. — 495 с. — ISBN 9664983020.
- Бузина О. А. Докиевская Русь. — Киев: Арий, 2014. — 272 с. — ISBN 978-966-498-339-3.
- Бузина О. А. Утешение историей. — Киев: Арий, 2015. — 384 с. — ISBN 978-966-498-407-9.

## Личная жизнь
Жена Наталия Бузина, дочь Мария Бузина (род. 1995) окончила в 2017 году Национальный педагогический университет имени М. П. Драгоманова.
Любимыми русскими книгами Олеся Бузины являлись «Герой нашего времени» Михаила Лермонтова и «Белая гвардия» Михаила Булгакова.

### Тексты Олеся Бузины онлайн
- Бузина О. «Вурдалак Тарас Шевченко». buzina.org. Дата обращения: 3 мая 2015. Архивировано 3 мая 2015 года.
- «Ангел Тарас Шевченко» (недоступная ссылка)
- «Виктор Андреевич и команда»
- «Концлагерь для „неправильных“ галичан»
- «Десять заповідей свідомого українця»
- Бузина О. «Тайная история Украины-Руси». buzina.org. Дата обращения: 3 мая 2015. Архивировано 3 мая 2015 года.
- «Революция на болоте»
- «Эмсский указ против русского языка»
- «Универсал национального распада»
- «Атаман Юлька и кризис украинской легкой кавалерии»
- «Оборотни в вышиванках»
- «Политика кинопотугов»
- Блог Олеся Бузины на From-UA
- Блог Олеся Бузины на СЕГОДНЯ.ua
- Публикации Олеся Бузины на сайте Полемика